# 浙江地理

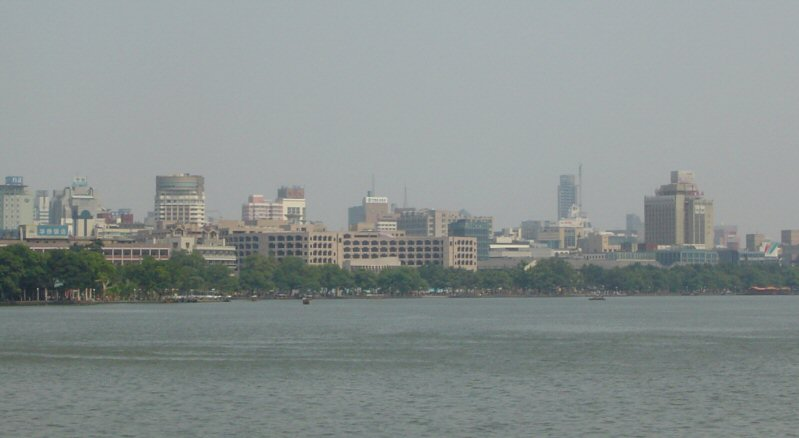
从西湖看杭州的天际线

浙江省位于中国东部，北邻上海市、江苏省、西依安徽省、江西省、南接福建省。东侧面临东海，大部分海岸线相当曲折，海湾、岛屿众多。杭州湾是其中最大的一个海湾。沿海有3000多个岛屿，是中国拥有最多岛屿的省份。舟山群岛中的舟山岛是浙江省第一大岛屿，也是中国大陆仅次于海南岛和崇明岛的第三大岛屿。
浙江省总体上是一个多山的省份，山地丘陵占浙江总面积的70％，并且大体上西部和南部的海拔较高。天台山、四明山、天目山、雁荡山几大山系贯穿全省，海拔一般在200－1000米。全省最高峰是西南部的 黄茅尖 (1929米)。全省面积10.18万平方公里，有七山一水二分田之称。

## 地理分区
全省地势由西南向东北倾斜，总体上分为北部平原区和中南部丘陵山地区两部分，其中西部和南部边界海拔较高，在与安徽、江西和福建边界处，存在多个险要的关隘，为历来对外交通的要地。省内大部分山脉都呈东北-西南走向。具体可分为以下6个区：

### 浙北平原区
- 杭嘉湖平原 是长江三角洲的一部分，地势极为低平，河网密布，有京杭大运河穿过，主要城市有杭州、嘉兴和湖州。
- 宁绍平原 位于浙江东部沿海，主要城市有宁波和绍兴。

### 浙西中山丘陵区
包括天目山、白际山、昱岭、千里岗、龙门山、金华山等山脉，海拔多在500米以下。

### 浙东盆地低山区
海拔多不足500米，主要山脉有会稽山、四明山、天台山等。山间分布有诸暨盆地、新嵊盆地、天台盆地、仙居盆地等

### 浙中丘陵盆地区

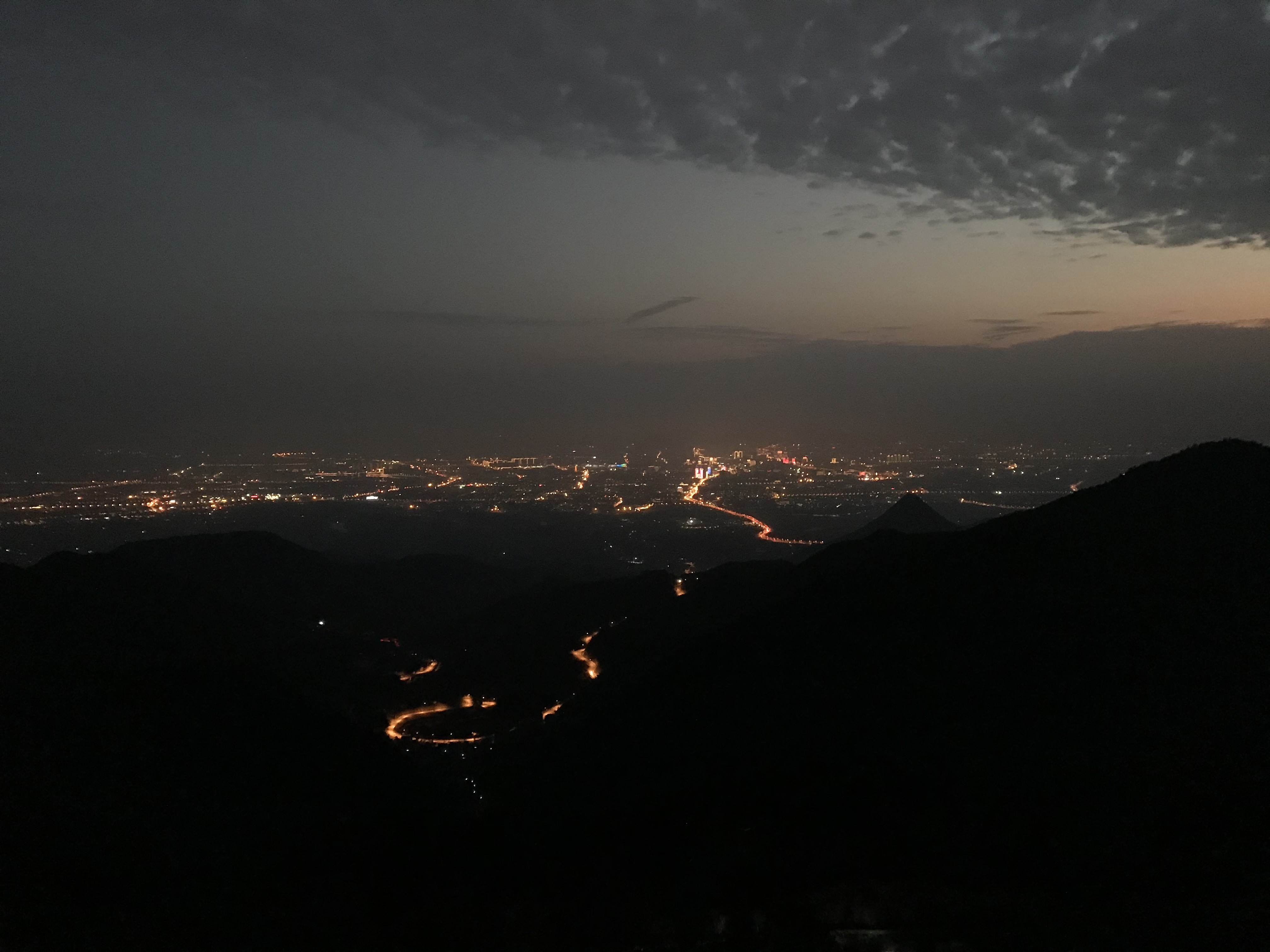
从金华山南麓H818观景台眺望处于金衢盆地内的金华市区

本区位于千里岗与仙霞岭两山脉之间，其中金衢盆地沿衢江伸展，是浙江最大的盆地。

### 浙南中山区
是浙江地势最高极，省内的钱塘江南源和瓯江均发源此区，山间较大的盆地有丽水盆地、松古盆地等。是浙闽丘陵的一部分，有较多山峰高于海拔1000米，主要山脉有仙霞岭、洞宫山、括苍山、雁荡山等。

### 沿海丘陵平原区
在浙江东南沿海，自北向南还有温黄平原、温瑞平原、柳市平原等，温黄平原是以温岭、黄岩得名；温瑞平原则是以温州、瑞安得名。

## 水系

### 河流
浙江省水系的一个显著特征是，主要河流大部分源短流急，流域面积狭小。第一大河流是钱塘江，其正源新安江出自安徽省徽州地区，南源衢江。两江在建德市梅城镇汇合，注入杭州湾。建德以下较大的支流还有分水江、壶源溪、浦阳江、曹娥江等。曹娥江被认为是钱塘江最后一个大支流。
其它主要独流入海的河流，还有瓯江、灵江、甬江、飞云江、鳌江等。位于浙江北部的苕溪注入太湖，属于长江流域的一部分。以上即是浙江七大水系。
| 河流 名称 | 长度 （公里） | 流域面积 （平方公里） | 发源地 | 注入   | 流经县市                                               |
| 钱塘江    | 605           | 48,887                | 安徽   | 杭州湾 | 淳安县、建德市、桐庐县、杭州市、海宁市、上虞市         |
| 瓯江      | 388           | 17,900                | 百山祖 | 温州湾 | 龙泉市、云和县、丽水市、青田县、永嘉县、温州市、乐清市 |
| 灵江      | 198           | 6,290                 |        | 台州湾 | 仙居县、临海市、台州市                                 |
| 飞云江    | 176           | 3,731                 |        | 东海   | 景宁畲族自治县、泰顺县、文成县、瑞安市                 |
| 甬江      | 105           | 4,518                 |        | 杭州湾 | 余姚市、宁波市                                         |
| 鳌江      | 82            | 1,520                 |        | 东海   | 平阳县、苍南县                                         |

### 湖泊
浙江省的湖泊相对较少。最大的天然湖泊是宁波的东钱湖，水面面积19.89平方公里。最大的人工湖是千岛湖，即新安江水库，湖区面积573平方公里，位于淳安县。
其它有名的湖泊有杭州的西湖、嘉兴的南湖等。合为浙江的四大名湖。

## 海洋
浙江大陆海岸线曲折，港湾众多，岛屿星罗棋布。

### 海岛

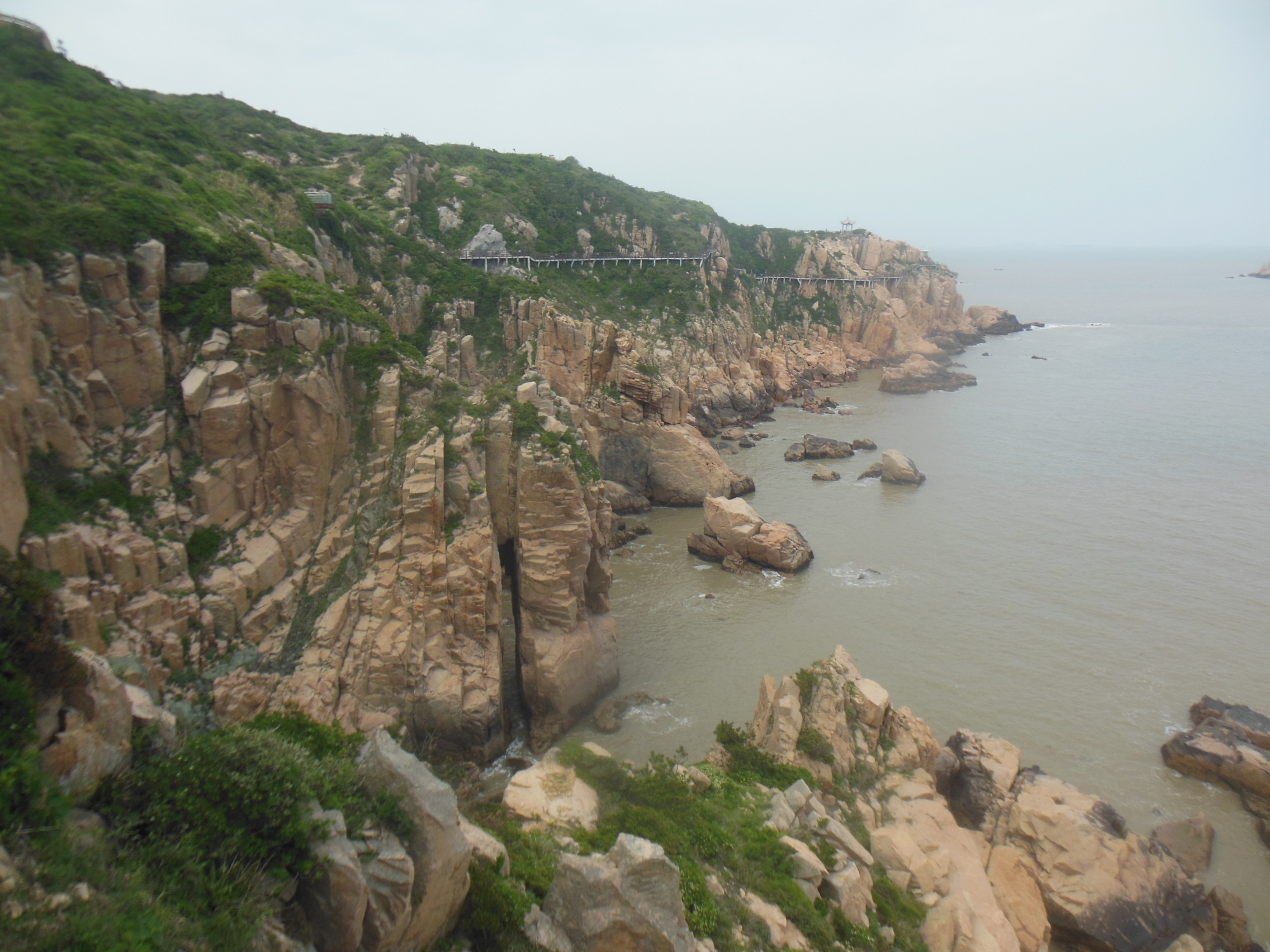
浙江嵊泗县的悬崖景观

浙江省拥有中国数量最多的岛屿，最北的是花鸟山，最南为七星岛。其中较大的岛屿包括舟山岛、岱山岛、六横岛、金塘岛、南田岛、泗礁山、大门岛、洞头岛等。舟山群岛是中国最大的群岛，拥有岛屿1391个。

### 半岛
较大的有穿山半岛、象山半岛、强蛟半岛、松门半岛、楚门-玉环半岛、霞关半岛。其中象山半岛面积最大。

### 港湾
最大的是杭州湾，其次还有象山港、三门湾、台州湾、乐清湾、温州湾。均属于东海的边缘海湾。

## 气候
浙江属于亚热带季风湿润气候，四季分明。春季（3-5月）多雨，气候多变；夏季（6-9月）漫长，并且炎热潮湿；秋季温暖干燥；冬季短暂但寒冷（除南部）。1月平均气温在2-8°C，7月平均气温为27-30°C。年降水量为1000-1900 毫米。初夏降水丰沛（梅雨季节），而夏末经常受到太平洋台风袭击。